# Psychocandy
Psychocandy — debiutancki album brytyjskiej grupy The Jesus and Mary Chain, wydany w 1985 roku. 
Zespół na albumie połączył popowe melodie rodem z albumów Beach Boys ze „ścianą dźwięku” The Velvet Underground — „stworzył ruch nie mając takiego zamiaru”. Gatunek, w którym poruszała się grupa, noise pop, miał istotny wpływ na scenę shoegaze.
W 2003 album został sklasyfikowany na 268. miejscu listy 500 albumów wszech czasów magazynu Rolling Stone.

## Lista utworów
Wszystkie utwory napisane przez Jima Reida i Williama Reida.
1. "Just Like Honey" - 3:01
2. "The Living End" - 2:15
3. "Taste the Floor" - 2:57
4. "The Hardest Walk" - 2:39
5. "Cut Dead" - 2:45
6. "In a Hole" - 3:02
7. "Taste of Cindy" - 1:42
8. "Never Understand" - 2:58
9. "Inside Me" - 3:09
10. "Sowing Seeds" - 2:50
11. "My Little Underground" - 2:31
12. "You Trip Me Up" - 2:26
13. "Something's Wrong" - 4:02
14. "It's So Hard" - 2:38